# زمین‌لرزه ۲۰۲۳ ترکیه و سوریه
در ۶ فوریه ۲۰۲۳ (۱۷ بهمن ۱۴۰۱)، در ساعت ۰۴:۱۷ به وقت ترکیه (۱:۱۷ گرینویچ)، زمین‌لرزه‌ای سهمگین و فاجعه‌آمیز به بزرگی ۷٫۸ ریشتر مرکز و جنوب ترکیه و شمال و غرب سوریه را به مدت ۷۵ ثانیه لرزاند و خسارت‌های گسترده‌ای به جای گذاشت. در این زلزله، مجموعاً از دو کشور بیش از ۵۹٬۰۰۰ نفر کشته و ۱۲۱٬۷۰۴ نفر زخمی شدند. زمین‌لرزه در ۳۴ کیلومتری غرب، شهر غازی عینتاب و در عمق ۱۷٫۹ کیلومتری زمین روی داد که با مقیاس شدت مرکالی اصلاح‌شده IX (شدید و وحشت‌آور) بود. همچنین زمین‌لرزه‌ای دیگر ۹ ساعت بعد در جهت بین شمال و شمال شرقی استان قهرمان ماراش با شدت ۷٫۵ ریشتر و در فاصله ۱۰۵ کیلومتری کانون زلزلهٔ اول و به مدت ۴۵ ثانیه رخ داد. زلزله ۲۰۲۳ ترکیه-سوریه؛ قوی‌ترین زمین‌لرزه در عصر معاصر در این منطقه، بعد از زمین‌لرزه ۱۹۳۹ ارزنجان رتبه‌بندی شده است. این زلزله پس از زلزله ۱۶۶۸ آناتولی شمالی، شدیدترین زمین‌لرزه تاریخ ترکیه به‌شمار می‌رود.
زمین‌لرزه ۲۰۲۳ ترکیه–سوریه، مرگبارترین زلزله در ترکیه از زمان زمین‌لرزه ۱۲۶۸ کیلیکیه و در سوریه از زمان زمین‌لرزه ۱۸۲۲ حلب بوده است. این زلزله همچنین بزرگ‌ترین زمین‌لرزه در منطقه آناتولی از ۲۰۰۰ سال پیش تاکنون می‌باشد. این زمین‌لرزه یکی از سهمگین‌ترین و مهلک‌ترین زمین‌لرزه‌هایی است که تاکنون در منطقه شام روی داده است و مرگ‌بارترین زمین‌لرزهٔ جهان از زمین‌لرزه ۲۰۱۰ هائیتی به‌شمار می‌رود. آسیب‌های ساختاری این زلزله تا شعاع فاصله کشورهای فلسطین، اسرائیل، مصر و قبرس و همچنین تا سواحل دریای سیاه در شمال خاک ترکیه نیز گسترده بوده است.
زلزله ۲۰۲۳ ترکیه-سوریه؛ چهارمین زمین‌لرزه پرهزینه ثبت شده در تاریخ این حوادث بوده و ۸۴٫۱ میلیارد دلار خسارت وارد کرده است. این زلزله همچنین مرگبارترین حادثه طبیعی در تاریخ مدرن ترکیه بوده است.
زمین‌لرزه ۲۰۲۳ ترکیه–سوریه، بیش از ۱۳٬۰۰۰ پس‌لرزه داشت، پس لرزه‌های فراوان به همراه یک زمین‌لرزه ۷٫۵ ریشتری و قدرتمند که ۹ ساعت پس از زلزله ۷٫۸ ریشتری ساعت ۴:۱۷ بامداد و در ساعت ۱۳:۳۰ بعد از ظهر در ۱۰۵ کیلومتری کانون زلزله اول روی داد و به مدت ۴۵ ثانیه مناطق اطراف را به لرزه درآورد بر وسعت خسارات و خرابی‌ها افزود. یک طوفان سهمگین زمستانی تلاش‌های نجات را با مشکل مواجه کرد، برف بر روی خرابه‌ها ریخت و دما را به شدت کاست. به دلیل دمای زیر صفر درجه در این منطقه، بازماندگان، به ویژه آن‌هایی که زیر آوار گیر افتادند و در معرض خطر سرمازدگی قرار گرفتند.
این زلزله، صدمات و خسارات گسترده‌ای در منطقه ای به مساحت حدود ۳۵۰٬۰۰۰ کیلومتر مربع که شامل ۴۴ درصد از مساحت ترکیه و همچنین (حدود دوازده برابر مساحت بلژیک) می‌باشد وارد کرد. تخمین زده شده است که ۱۴ میلیون نفر در ۱۱ استان ترکیه، معادل ۱۶ درصد از جمعیت ترکیه، به همراه چهار استان در سوریه تحت تأثیر این زمین‌لرزه قرار گرفتند. همچنین بیش از ۲۱۴ هزار بنا و ساختمان در مناطق زلزله‌زده به‌طور کامل فرو ریخت فهرست استان‌های خسارت دیده از زلزله به این قرار می‌باشد.
قهرمان ماراش، غازیانتپ، شانلی‌اورفه، دیاربکر، آدانا، آدیامان، عثمانیه، ختای، کیلیس، مالاتیا و الازیغ. کارشناسان سازمان ملل متحد برآورد کردند که حدود ۱٫۵ میلیون نفر در این سانحه بی خانمان شده‌اند.

## مشخصات و محل رومرکز زلزله ۷٫۸ ریشتری
زلزله اول با بزرگای ۷٫۸ در مقیاس امواج گشتاوری در ساعت ۱۷: ۰۴ به وقت محلی (۱۷: ۰۱ به وقت جهانی و ۴۷: ۰۴ به وقت تهران) در ۱۷ بهمن در ۳۰ کیلومتری باختر، شمال باختری شهر غازی‌آنتیپ در نزدیکی مرز ترکیه و سوریه به وقوع پیوست.
سازمان زمین‌شناسی آمریکا رومرکز این زمین‌لرزه را در مختصات ۳۷٫۱۷ درجه عرض شمالی و ۳۷/۰۳ درجه طول خاوری و ژرفای آن را ۱۸ کیلومتر و مرکز لرزه‌نگاری اروپا-مدیترانه رومرکز این زمین‌لرزه را در مختصات ۳۷٫۱۷ درجه عرض شمالی و ۳۷٫۸ درجه طول خاوری و ژرفای آن را ۲۰ کیلومتر گزارش کرده‌اند.

## مشخصات و محل رومرکز زلزله دوم ۷٫۵ ریشتری
این زلزله در ساعت ۲۴: ۱۳ به وقت محلی (۲۴: ۱۰ به وقت جهانی و ۵۴: ۱۳ به وقت تهران) ۱۷ بهمن با بزرگای ۷٫۵ در مقیاس امواج گشتاوری (MW) در ۱۱ کیلومتری جنوب، جنوب خاوری شهر البیستان در استان قهرمان مرش به وقوع پیوست.
سازمان زمین‌شناسی آمریکا رومرکز این زمین‌لرزه را در مختصات ۳۸٫۰۲ درجه عرض جغرافیایی شمالی و ۳۷٫۲۰ درجه طول جغرافیایی خاوری و ژرفای آن را ۱۰ کیلومتر و مرکز لرزه‌نگاری اروپا-مدیترانه رومرکز این زمین‌لرزه را در مختصات ۳۸٫۱۱ درجه عرض جغرافیایی شمالی و ۳۷٫۲۴ درجه طول جغرافیایی خاوری و ژرفای آن را ۱۰ کیلومتر گزارش کرده‌اند. این زمین‌لرزه در ۱۰۵ کیلومتری شمال زمین‌لرزه بامداد ۱۷ بهمن رخ داده است.

## زمین‌لرزه
سازمان زمین‌شناسی ایالات متحده آمریکا این زمین‌لرزه را با درجهٔ Mww ۷٫۸ اندازه‌گیری کرد. مرکز این زمین‌لرزه در غرب غازی عینتاب در استان غازی عینتاب و در نزدیکی مرز با سوریه بوده است. این زمین‌لرزه پس‌لرزه‌ای با درجهٔ Mww ۶٬۷ داشت. سازمان زمین‌شناسی ایالات متحده ابعاد گسیختگی را ۱۹۰ کیلومتر طول و ۲۵ کیلومتر عرض تخمین زد

## بازتاب

### ترکیه

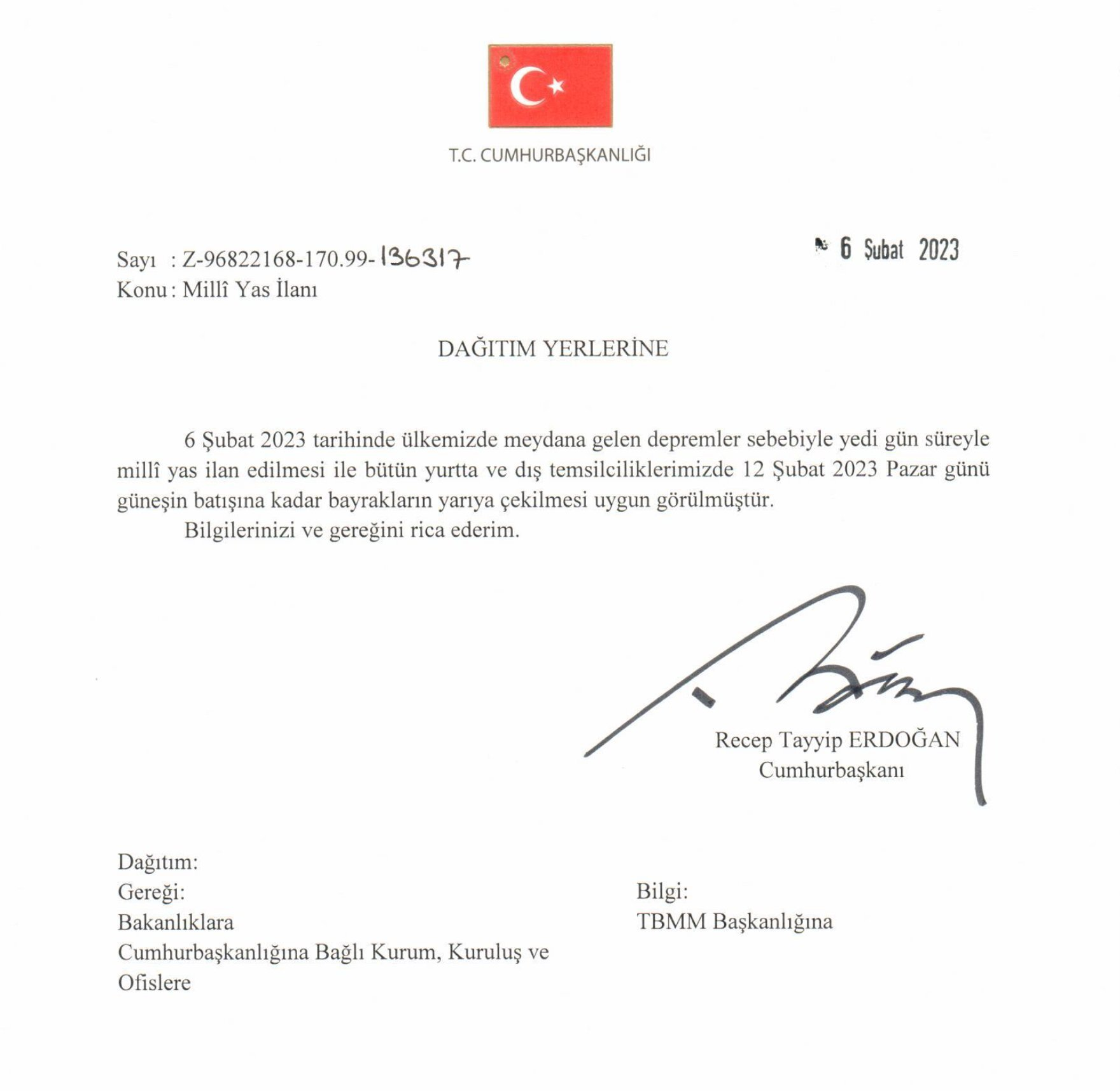
دستورهای رجب طیب اردوغان درخصوص زلزله

رجب طیب اردوغان رئیس‌جمهور ترکیه در توییتر نوشت: «تیم‌های جستجو و نجات فوراً به منطقه آسیب‌دیده اعزام شدند.» وزیر کشور سلیمان سویلو از ساکنان خواست از ورود به ساختمان‌های آسیب دیده خودداری کنند. دولت ملی برای درخواست کمک‌های بین‌المللی «سطح چهار هشدار» را اعلام کرد.

### سوریه
کلاه‌سفیدها (سازمان دفاع مدنی سوری) وضعیت را «فاجعه بار» توصیف کردند و از ساکنان خواستند ساختمان‌ها را ترک کنند و در فضای باز باقی بمانند. رسانه‌های سوریه از فروریختن تعداد زیادی ساختمان در شمال استان حلب و همچنین چندین ساختمان در شهر حماة خبر دادند. در دمشق، بسیاری از مردم از خانه‌های خود به خیابان‌ها آمده‌اند. مرکز ملی زلزله سوریه گفت این زلزله «بزرگ‌ترین زمین‌لرزه ثبت شده» در تاریخ عملیاتی آن است.

## پس از رخداد
در بیانیه‌ای رسمی، وزیر ورزش و جوانان، محمود قاساپوغلو، اعلام کرد که همهٔ مسابقات قهرمانی کشور تا زمان اطلاع‌رسانی بیشتر، فوراً به حالت تعلیق در خواهد آمد. وزیر آموزش ملی، محمود اوزر، دستور تعطیلی یک هفته‌ای تمام مدارس در کشور را صادر کرد، که بعداً به دو هفته تمدید شد. در آدانا، صدای فریاد مردم از زیر آوار شنیده می‌شد. جرثقیل‌ها و تیم‌های اورژانس در دیاربکر در یک ساختمان حضور یافتند.
بیش از ۵۳۰۰۰ کارمند اورژانس ترکیه در مناطق آسیب دیده مستقر شدند. تیمی متشکل از ۹۰ معدنچی از سوما برای یاری رسانی به عثمانیه رسیدند. شهرداری کلان‌شهر ازمیر همچنین ده‌ها وسیله نقلیه و تجهیزات به مناطق زلزله‌زده ارسال کرد.
یک «کریدور کمک‌های هوایی» توسط نیروهای مسلح ترکیه برای بسیج تیم‌های جستجو و نجات ایجاد شد. بسیاری از هواپیماهای نظامی از جمله هواپیماهای ایرباس A400M و C-130 هرکولس، تیم‌های جستجو و نجات و خودروها را به منطقه منتقل کردند. غذا، پتو و تیم‌های روان‌شناسی نیز فرستاده شد. ترکیه درخواستی رسمی از ناتو و متحدانش برای کمک فرستاد. نیروی هوایی ترکیه متهم شده است که پس از زلزله، حملات هوایی علیه جمعیت کرد آسیب دیده در کردستان سوریه انجام داده است.
در ترکیه مساجد به عنوان سرپناهی برای افرادی که نمی‌توانستند به خانه‌های خود بازگردند در حالی که هوا بسیار سرد بود، مورد استفاده قرار می‌گرفت. در غازی‌عینتاب مردم در مراکز خرید، استادیوم‌ها، مراکز اجتماعی و مساجد پناه گرفتند. نزدیک به ۲۵۰٬۰۰۰ آواره در مدارس سراسر استان ملطیه ساکن شدند. حداقل ۲۴ آشپزخانه سیار از مدارس فنی و حرفه ای در استان در سراسر مناطق آسیب دیده اعزام شده است.

### عزای عمومی

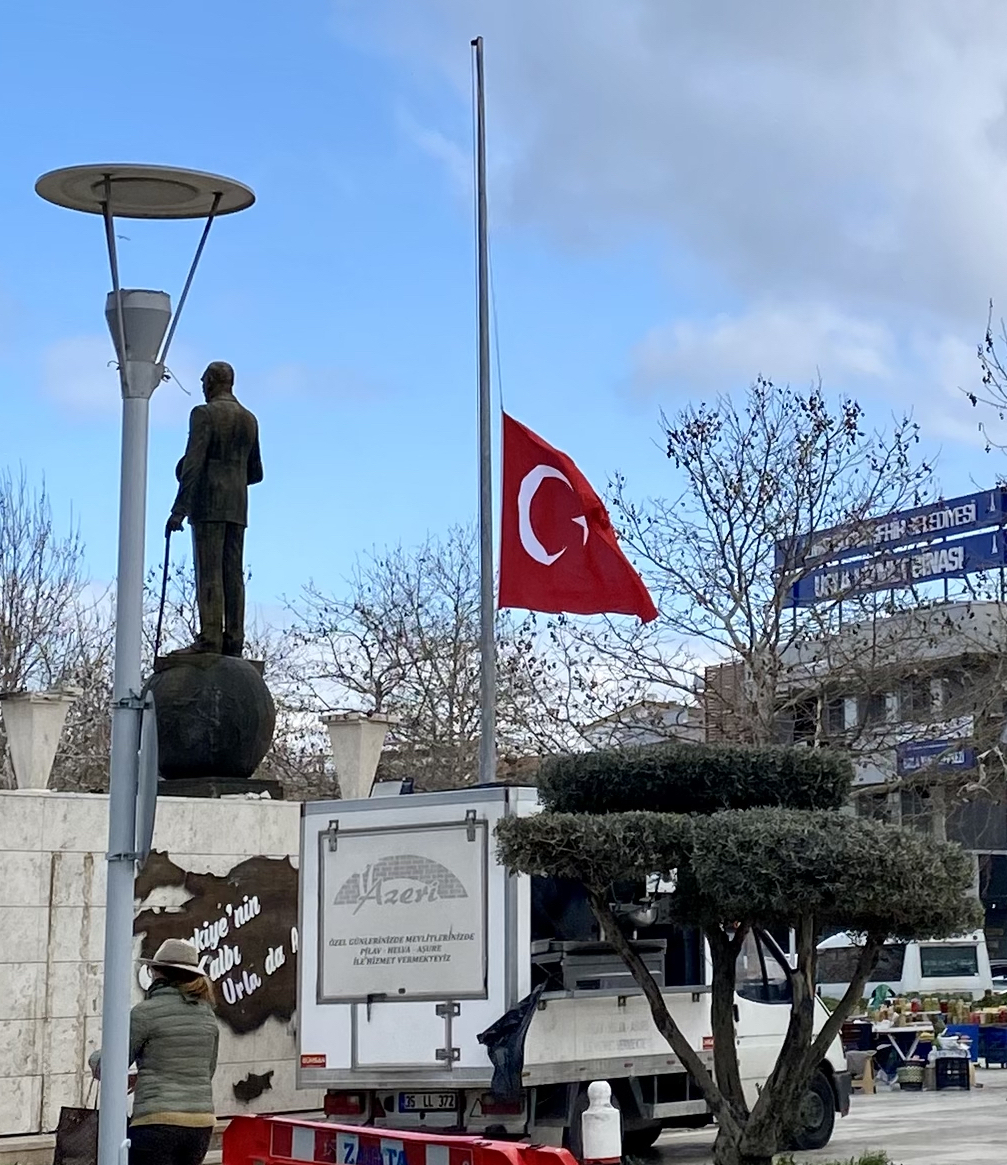
پرچم‌ها به علت سوگواری ملی پایین کشیده می‌شوند.

رجب طیب اردوغان رئیس‌جمهور ترکیه با منتشر کردن پستی در صفحه توئیتر خود ۷ روز عزای عمومی در ترکیه اعلام کرد. همچنین ۷ روز عزای عمومی در کشورهای قبرس شمالی و یک روز در بنگلادش و کوزوو اعلام گردید. نخست‌وزیر آلبانی، ادی راما اینگونه بیان کرد که روز ۱۳ فوریه روز عزای ملی خواهد بود. در روز ۱۳ فوریه، کل هیئت سیاسی مقدونیه شمالی در خارج از کشور پرچم‌های مقدونیه شمالی را نیمه افراشته نمودند.

### کمپین ترکیه یکدل
ترکیه یکدل (TÜRKİYE TEK YÜREK) نام برنامه تلویزیونی است که از ۲۱۳ شبکه تلویزیونی و ۵۶۲ رادیو از ترکیه و خارج از ترکیه پخش شد. این برنامه تلویزیونی که در استودیوی مشکی رنگ ساده‌ای برگزار شد در دکور خود دارای چند میز و تلفن مقابل شرکت‌کنندگان بود. شرکت کنندگان که همگی از چهره‌ها و سلبریتی‌های شاخص ترکیه بودند در مقابل دوربین‌های تلویزیونی قرار گرفته و با اهداکنندگان به شکل تلفنی گفتگو می‌کردند و مبالغ جمع‌آوری شده را یادداشت و سپس در برنامه اعلام کنند. این سلبریتی‌ها با لباس‌های رسمی و مشکی و با آرایش مو و صورت بسیار ساده و به دور از فضای مد و با شمایلی کاملاً عزادار؛ شهرت و محبوبیت‌شان را در خدمت این برنامه قرار دادند تا کمک بزرگی برای زلزله‌زدگان عزادار این کشور باشد. باریش آردوچ، بوراک دنیز، هانده ارچل، بوراک اوزچیویت، ابراهیم سلیم، دمت اوزدمیر و ادا اجه از جمله شرکت کنندگان بودند. در ابتدای این برنامه رجب طیب اردوغان از طریق تماس تلفنی با این برنامه همراهی کرد. بعد از اردوغان نیز چهره‌های مختلف سیاسی این کشور هرکدام با کمک‌های مالی ویژه و اهدای دستمزدهایشان همچنین با صحبت‌های انگیزشی خود سعی در گرم کردن تنور این پویش ملی داشتند. این برنامه توانست مبلغی معادل ۵میلیارد دلار جمع‌آوری کند و در اختیار هلال احمر و مرکز مدیریت حوادث اضطراری ترکیه (آفاد) قرار دهد.

### تلفات سایر کشورها
| کشور                | مرگ در | مرگ در |
| کشور                | ترکیه  | سوریه  |
| ------------------- | ------ | ------ |
| سوریه               | ۳٬۷۰۰  |        |
| افغانستان           | ۱۵۰    | —      |
| فلسطین              | ۳۲     | ۵۱     |
| قبرس شمالی          | ۲۹     | —      |
| ارمنستان            | ۹      | ۲      |
| لبنان               | ۸      | ۳      |
| عراق                | ۷      | —      |
| یمن                 | ۷      | —      |
| ایتالیا             | ۶      | —      |
| فرانسه              | ۴      | —      |
| جمهوری آذربایجان    | ۴      | —      |
| مراکش               | ۴      | —      |
| گرجستان             | ۳      | —      |
| ایران               | ۳      | —      |
| مولدووا             | ۳      | —      |
| هلند                | ۳      | —      |
| ایالات متحده آمریکا | ۳      | —      |
| الجزایر             | ۲      | —      |
| استرالیا            | ۲      | —      |
| اتریش               | ۲      | —      |
| مصر                 | ۲      | —      |
| یونان               | ۲      | —      |
| اندونزی             | ۲      | —      |
| قزاقستان            | ۲      | —      |
| فیلیپین             | ۲      | —      |
| اوکراین             | ۲      | —      |
| بلژیک               | ۱      | —      |
| بوسنی و هرزگوین     | ۱      | —      |
| بلغارستان           | ۱      | —      |
| کلمبیا              | ۱      | —      |
| جمهوری چک           | ۱      | —      |
| هند                 | ۱      | —      |
| اردن                | ۱      | —      |
| روسیه               | ۱      | —      |
| عربستان سعودی       | ۱      | —      |
| صربستان             | ۱      | —      |
| سری‌لانکا            | ۱      | —      |
| سودان               | ۱      | —      |
| تایلند              | ۱      | —      |
| ازبکستان            | ۱      | —      |

## آسیب‌ها

### ترکیه

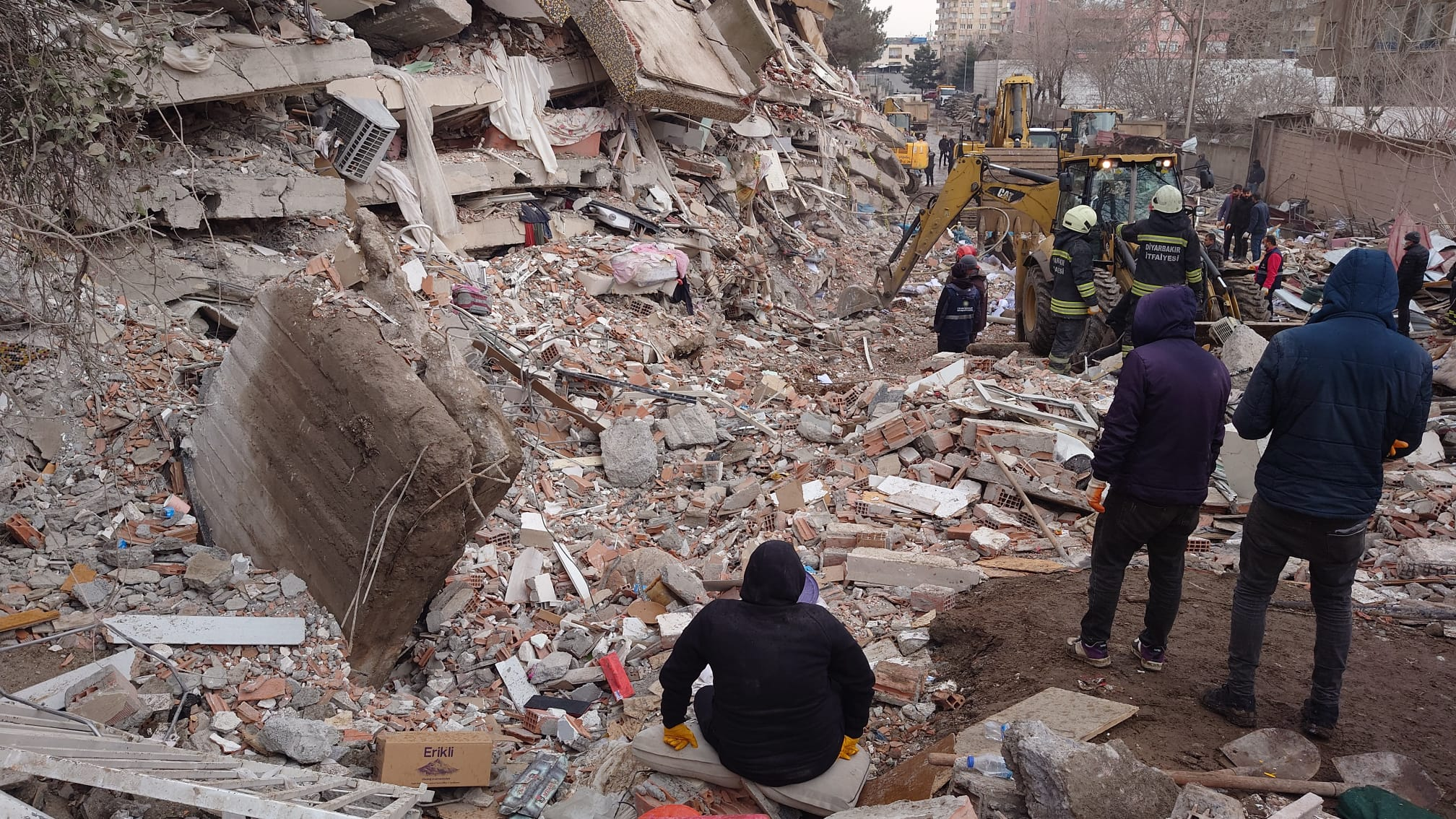
آوار یک ساختمان در دیاربکر

بسیاری از ساختمان‌ها در آدیامان و دیاربکر ویران شدند. در دیاربکر، یک مرکز خرید فرو ریخت. حدود ۱۳۰ ساختمان نیز در استان ملطیه فرو ریختند. یک مسجد تاریخی معروف متعلق به قرن سیزدهم میلادی نیز در این استان تا حدی فروریخته است. قلعه غازی عینتاب، ساخته شده توسط هیتی‌ها نیز ویران شد. در اثر این زلزله آتش‌سوزی‌هایی نیز در سراسر منطقه رخ داده است.
در مجموع، حدود ۶۲۱۷ ساختمان در ده استان در سراسر ترکیه فرو ریختند. بسیاری از ساختمان‌ها در آدیامان و دیاربکر ویران شدند. در دیاربکر، یک مرکز خرید نیز فرو ریخت. فرماندار استان عثمانیه گفت ۳۴ ساختمان در این استان فرو ریخته است.
یکی از مهم‌ترین دلایل حجم بسیار شگفت‌انگیز خرابی‌ها وجود ساختمان‌های فراوانی بود که طبقه نرم داشتند؛ مخصوصاً که در سال ۲۰۱۶ رجب طیب اردوغان مقررات ساختمان‌سازی را تعلیق کرده بود و این نقش به‌سزایی در ساختن ناایمن ساختمان‌های طبقه نرم داشت.

### سوریه
در سوریه در شهر حلب، دومین شهر بزرگ این کشور، ۴۶ ساختمان فروریخت. اداره کل آثار باستانی و موزه‌های سوریه گفت که مکان‌های باستانی مختلف در سراسر شهر به‌طور گسترده شکسته شده یا فروریخته‌اند.
در حماة، یک ساختمان هشت طبقه فروریخت و ۱۲۵ نفر در داخل آن گرفتار شدند. در دمشق، بسیاری از مردم از خانه‌های خود به خیابان‌ها گریختند.

## سونامی
به گفته بخش زمین‌شناسی، امواج سونامی خفیف در سواحل فاماگوستا در قبرس، بدون خسارت ثبت شد. اندازه سونامی در فاماگوستا ۰/۱۷ متر (۶/۷ اینچ) بود. امواج سونامی در اسکندرون (انطاکیه) ۰/۱۲ متر (۴/۷ اینچ) و در اردملی ۰/۱۳ متر (۵/۱ اینچ) ثبت شد.

## کمک‌های مالی دولت
دولت گزارش داد که به کسانی که خانه‌های خود را در اثر زلزله اخیر از دست داده‌اند خسارت پرداخت می‌کند. رئیس‌جمهور ترکیه، رجب طیب اردوغان اینگونه بیان کرد که ۱۵٬۰۰۰ روپیه کمک نقل مکان به ازای هر خانوار به کسانی که اموال‌هایشان تخریب میانگین
، سنگین یا کلی است داده می‌شود. کمک اجاره تا سقف ۵٬۰۰۰ پوند به صاحبان اموال و ۲٬۰۰۰ پوند به مستاجرها داده می‌شود.
در تاریخ ۹ فوریه، فورس ماژور در منطقه آسیب دیده اعمال گردید و تعهدات مالیاتی بین ۶ فوریه و ۳۱ ژوئیه ۲۰۲۳ تا ۳۱ ژوئیه ۲۰۲۳ به تعلیق درآمد.

## هشدارها
بخش حفاظت اجتماعی ایتالیا در مورد سونامی هشدار داد. این هشدار بعداً لغو شد و خطر وقوع امواج سونامی احتمالی به سواحل سیسیل، کالابریا و آپولیا را گزارش کرد. به ساکنان ساحلی این مناطق توصیه شد که در مکان‌های مرتفع پناه بگیرند و پیگیر اخبار مقامات محلی باشند. اپراتور قطار دولتی ترنی‌ایتالیا (Trenitalia) خدمات ریلی را در این مناطق موقتاً به حالت تعلیق درآورد، که صبح همان روز از سر گرفته شد. مؤسسه ملی تحقیقات نجوم و ژئوفیزیک مصر هشدار سونامی در شرق دریای مدیترانه از جمله سواحل مصر را اعلام کرد. هشدارها متعاقباً لغو شدند.

## علل و عوامل احتمالی
از مدتی پیش احتمال تأثیر سدسازی دولت ترکیه به‌خصوص سد آتاتورک بر فعال شدن گسل‌ها و بروز زمین لرزه در برخی مقالات علمی مطرح شده بود. پس از بروز زلزله برخی متخصصان در کشورهای عربی نظیر اردن سدسازی را عامل زلزله دانستند.

## واکنش‌های بین‌المللی
بسیاری از دولت‌ها و سازمان‌های ملی به زمین‌لرزه ۲۰۲۳ ترکیه–سوریه واکنشی بشردوستانه داشتند. بیش از ۶۰ کشور متعهد به پشتیبانی از قربانیان زلزله از جمله کمک‌های بشردوستانه به دو کشور سوریه و ترکیه شده‌اند.

## نگرانی‌های تندرستی
آشفتگی‌هایی در مورد شیوع احتمالی عفونت در مناطقی که تأسیسات بهداشتی آسیب دیده یا ناکارآمد هستند، به وجود آمد. به دلیل کمبود آب که در هر دو کشور تجربه شده بود، بسیاری از بازماندگان نتوانستند دوش بگیرند. سازمان‌های بین‌المللی بهداشت اعلام کردند که کمبود آب سالم خطری برای سلامت عمومی خواهد بود. سازمان جهانی بهداشت اعلام کرد کمبود آب «خطر بیماری‌های منتقله از آب و شیوع بیماری‌های واگیر را افزایش می‌دهد.»
در تاریخ ۱۸ فوریه، وزیر بهداشت ترکیه، فخرالدین کوجا، اینگونه بیان کرد: افزایش موارد عفونت روده و دستگاه تنفسی فوقانی موجود می‌باشد، ولی «تعداد آنان تهدید جدی برای سلامت مردمی ندارد. در ورزشگاهی که به عنوان سرپناه در قهرمان ماراش مشغول فعالیت بود، کلینیکی که توسط ۱۵ تا ۳۰ پزشک مدیریت می‌شد، روزانه ۱۰٬۰۰۰ بیمار را تحت پوشش قرار می‌داد. این کلینیک واکسن کزاز و وسایل بهداشتی را در اختیار هم محله‌ها قرار داد. بسیاری از افراد حاضر در استادیوم قادر به دوش گرفتن نبودند و ۶ توالت نیز قادر به قبول کردن تعداد بسیاری از مردم نبودند. ساکنان آنتاکیا اینگونه بیان کردند که به توالت‌های قابل حمل زیادی نیازمند هستیم.
مقام‌های بهداشتی در ترکیه باید اطمینان حاصل می‌کردند که بازماندگان زلزله عاری از بیماری می‌باشند. سازمان بهداشت جهانی با مسئولان بومی برای نظارت بر اندازه بیماری‌های منتقله از آب، آنفولانزای فصلی و کووید-۱۹ در بین افراد آسیب دیده همکاری نمود.

### انتخابات ۲۰۲۳
پیش از زلزله، حکومت برنامه‌ریزی کرده بود که انتخابات ریاست جمهوری ترکیه را در تاریخ ۱۴ مه ۲۰۲۳، یک ماه زودتر از آخرین تاریخ ممکن آن تحت عنوان انتخابات زودهنگام برگزار شود. بعد از زلزله، دودلی‌هایی دربارهٔ اینکه آیا انتخابات می‌تواند براساس برنامه برگزار گردد، تشکیل شد. در تاریخ ۱۳ فوریه، بولنت آرینچ حزب عدالت و توسعه خواهان بازداشتن انتخابات شد، بااینکه قانون اساسی چنین امکانی را در نبود جنگ رد می‌نمود. اطلاعیه آرینچ مورد نظرات رسانه‌ها و دیپلمات‌ها قرار گرفته است. باید دید آیا همبستگی حکومتی با ۳۳۳ کرسی در پارلمان می‌تواند با تغییر قانون اساسی از ۴۰۰ کرسی که برای تصویب چنین طرح‌هایی نیاز است گذر نماید یا خیر. در تاریخ ۱۸ فوریه مسئولان حزب عدالت و توسعه گزارش دادند که انتخابات به تعویق نخواهد افتاد.
کمال قلیچداراوغلو از حزب سی اچ پی به دلایل قانون اساسی با تعویق آن مخالفت نمود. مصطفی تولگا اوزتورک، از شورای عالی انتخابات (ترکیه) عضو حزب خوب گزارش داد که شورای عالی انتخابات هیچ اختیاری برای به تعویق انداختن انتخابات ندارد و تنها پارلمان این حق را دارد و همچنین ادامه داد که ترکیه دیگر وقتی برای از دست دادن با ای کی پی نداشت. صلاح‌الدین دمیرتاش از حزب دموکراتیک خلق‌ها این تعویق را یک براندازی سیاسی وصف نموده است. اعلام وضعیت اضطراری در ناحیه‌های آسیب دیده نیز به عنوان کاری احتمالی برای به تعویق انداختن انتخابات تعبیر شد. با این شرایط، زلزله منجر به به تعویق انداختن هبستگی اصلی ضد اردوغان در تاریخ ۱۳ فوریه شد. انتخاب نامزد ریاست جمهوری با همرای.